# Mike Gioulakis
Mike Gioulakis (* in Plantation, Florida) ist ein US-amerikanischer Kameramann.

## Leben
Gioulakis studierte an der Florida State University. Im Anschluss war er zunächst in Philadelphia, dann in New York City als einfacher Kameramann und in anderen Funktionen an diversen Musikvideos, Werbefilme und Kurzfilmen beteiligt. Kurz vor Beginn des Streiks der Writers Guild of America in den Jahren 2007 und 2008 zog er nach Los Angeles. Bewusst wandte er sich zunächst anderen Aspekten des filmischen Arbeitens jenseits der Kameraarbeit zu, um vielfältige Erfahrungen zu sammeln. Einer seiner ersten Filme, an denen er als Chefkameramann beteiligt war, ist John Dies at the End (2012) von Don Coscarelli.
Sein Durchbruch als Chefkameramann war der Horrorfilm It Follows, der 2014 erschien. Mit Regisseur David Robert Mitchell arbeitete er erneut bei Under the Silver Lake (2018) zusammen, außerdem war er an zwei Filmen von M. Night Shyamalan beteiligt. Ein dritter gemeinsamer Film ist mit dem Titel Old für 2021 angekündigt. Von der Kritik gelobt wurde auch Gioulakis’ Arbeit an Wir (2019).

## Filmografie (Auswahl)
- 2011: Bad Fever
- 2012: John Dies at the End
- 2014: It Follows
- 2016: Split
- 2018: Under the Silver Lake
- 2019: Glass
- 2019: Wir (Us)
- seit 2019: Servant (Fernsehserie)
- 2021: Old
- 2021: The Eyes of Tammy Faye
- 2023: Reptile
- 2024: Sasquatch Sunset
- 2024: The Piano Lesson